# Кампиля Маритима
Кампѝля Марѝтима (на италиански: Campiglia Marittima) е град и община в Централна Италия, провинция Ливорно, регион Тоскана. Разположен е на 231 m надморска височина. Населението на общината е 12 858 души (към 2018 г.).